# Georges Barrère
Pour les articles homonymes, voir Barrère.
Georges Barrère (né à Bordeaux le 31 octobre 1876, mort à Kingston le 14 juin 1944) est un flûtiste français.

## Biographie
Né le à Bordeaux le 31 octobre 1876, Georges Barrère étudie avec Joseph-Henri Altès et Paul Taffanel au Conservatoire de Paris, où il obtient un 1er prix de flûte en 1895.
Il est flûte solo lors de la première du Prélude à l'après-midi d'un faune de Claude Debussy en 1894.
En 1895, il fonde la Société moderne d'instruments à vent.
Enseignant à la Schola Cantorum de Paris, flûte solo de l'Orchestre de l'Opéra de Paris et des Concerts Colonne entre 1897 et 1905, Georges Barrère s'installe ensuite aux États-Unis, où il occupe le poste de flûte solo de l'Orchestre symphonique de New York entre 1905 et 1928. Il est également professeur à la Juilliard School of Music de New York.
En 1910, il fonde le Barrère Ensemble of Wind Instruments, puis, en 1914, le Barrère Little Symphony. Il est aussi membre fondateur du New York Flute Club avec Lamar Stringfield et William Kincaid et en est le président de 1920 à 1944.
En 1936, il interprète au Carnegie Hall la première de la pièce Densité 21,5 écrite pour lui par Edgar Varèse, sur une flûte en platine de William S. Haynes.
Comme interprète, Georges Barrère est le créateur de plusieurs œuvres, d'André Caplet (Quintette pour piano et vents, 1900 ; Suite persane, 1901 ; Rêverie et Petite Valse ; Feuillets d'album, 1901) et de Paul Hindemith (Sonate pour flûte et piano, 1937), notamment.
Comme compositeur, il est l'auteur de quelques pièces pour son instrument, dont un Nocturne, et d'une mélodie.
Georges Barrère meurt le 14 juin 1944 à Kingston (État de New York).

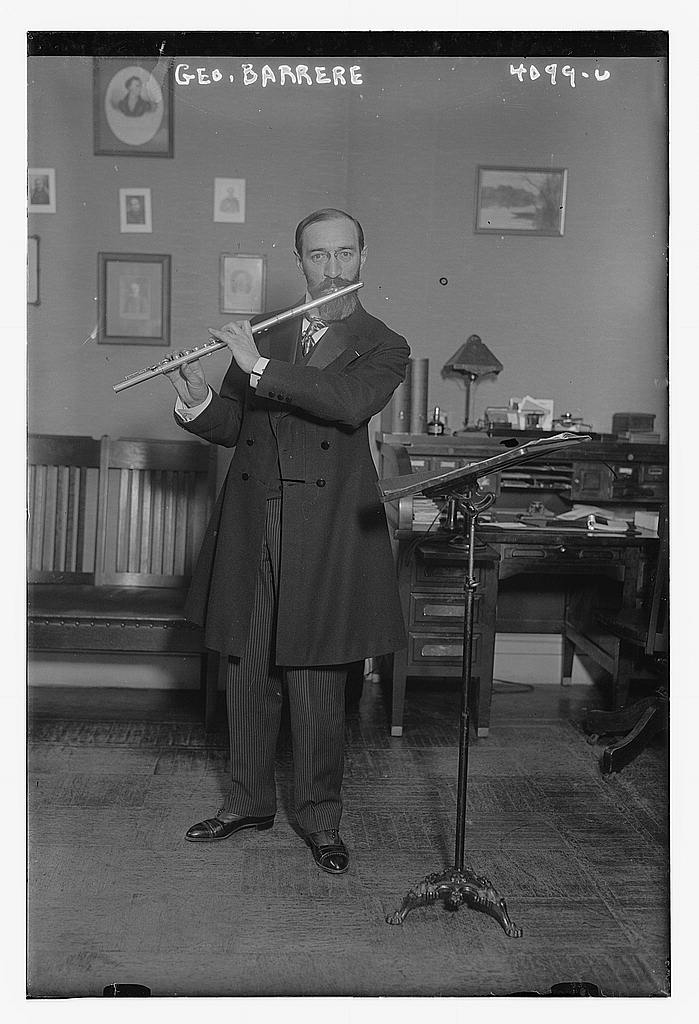
Georges Barrère en 1916